# Pau Torres
Pour les articles homonymes, voir Torres.
Francisco  Torres est un nom espagnol. Le premier nom de famille, en général paternel, est Francisco ; le second, en général maternel, souvent omis, est Torres.
Pau Francisco Torres, plus connu comme Pau Torres (prononcé en espagnol : [ˈpaw ˈtores]), né le 16 janvier 1997 à Vila-Real en Espagne, est un footballeur international espagnol qui évolue au poste de défenseur central à Aston Villa.

## Biographie

### Carrière en club

#### Enfance et formation
Pau se fait remarquer très jeune lorsqu'il jouait tout seul pendant les entraînements de son grand-frère Jordi, il attire l'œil de José Luis Linares (ancien joueur de Villarreal CF et coordonnateur des équipes de jeunes) mais Pau Torres n'intègre que les équipes de jeunes de Villarreal  deux ans plus tard, à l'âge de six ans.
À partir de ce moment-là il ne quittera plus jamais le centre de formation de Villarreal, il y passe plus de 16 années avant d'intégrer officiellement l'équipe première le 1er juillet 2018.

#### Débuts avec leVillarreal CF(2017-2018)
Pau Torres manque cinq rencontres des phases de groupes de la Ligue Europa 2020-2021 (Ramiro Funes Mori lui est alors préféré), il commence sérieusement à devenir titulaire à partir de la phase finale de la compétition. Il forme alors une charnière avec l'expérimenté Raul Albiol à ses côtés et Gerónimo Rulli dans les cages, cette charnière contribuera fortement à la victoire finale (4 buts encaissés en 8 matchs avec cette défense alignée) face à Manchester United et au premier titre international de Villarreal.

#### Passage en prêt àMálaga(2018-2019)
En août 2018, Pau Torres est prêté pour un an sans option d'achat à Málaga. Il remplace numériquement Ignasi Miquel, transféré au Getafe CF.

#### Retour à Villarreal (2019-2023)
En octobre 2019, Pau Torres signe une prolongation de contrat avec le Villarreal CF. Initialement clos en juin 2022, le contrat se termine désormais en juin 2024 et comporte une clause libératoire pouvant évoluer de 50 à 75 millions d'euros.
En mai 2021, Torres fait partie de l'équipe du Villarreal CF qui remporte la Ligue Europa aux termes des tirs au but contre Manchester United. À l'issue de la compétition, il fait partie du groupe de 23 joueurs formant l'équipe-type de l'épreuve selon l'UEFA. Il participe à 47 rencontres de son club en 2021-2022.

#### Aston Villa (2023-)
En 2023, Pau Torres quitte son club formateur pour poursuivre sa carrière en Angleterre. Il est transféré à Aston Villa, club de Birmingham, pour un montant de 33 millions d'euros, avec cinq millions de bonus potentiels, alors que le montant de sa clause libératoire atteignait 65 millions d'euros. Il signe un contrat de cinq saisons. 
Il inscrit son premier but sous ses nouvelles couleurs contre Wolverhampton le 8 octobre, permettant alors à son équipe d'égaliser à 1-1. 

### En équipe nationale
Le 25 mars 2019, il reçoit sa première sélection avec les espoirs, lors d'une rencontre amicale face à l'Autriche (victoire 3-0).

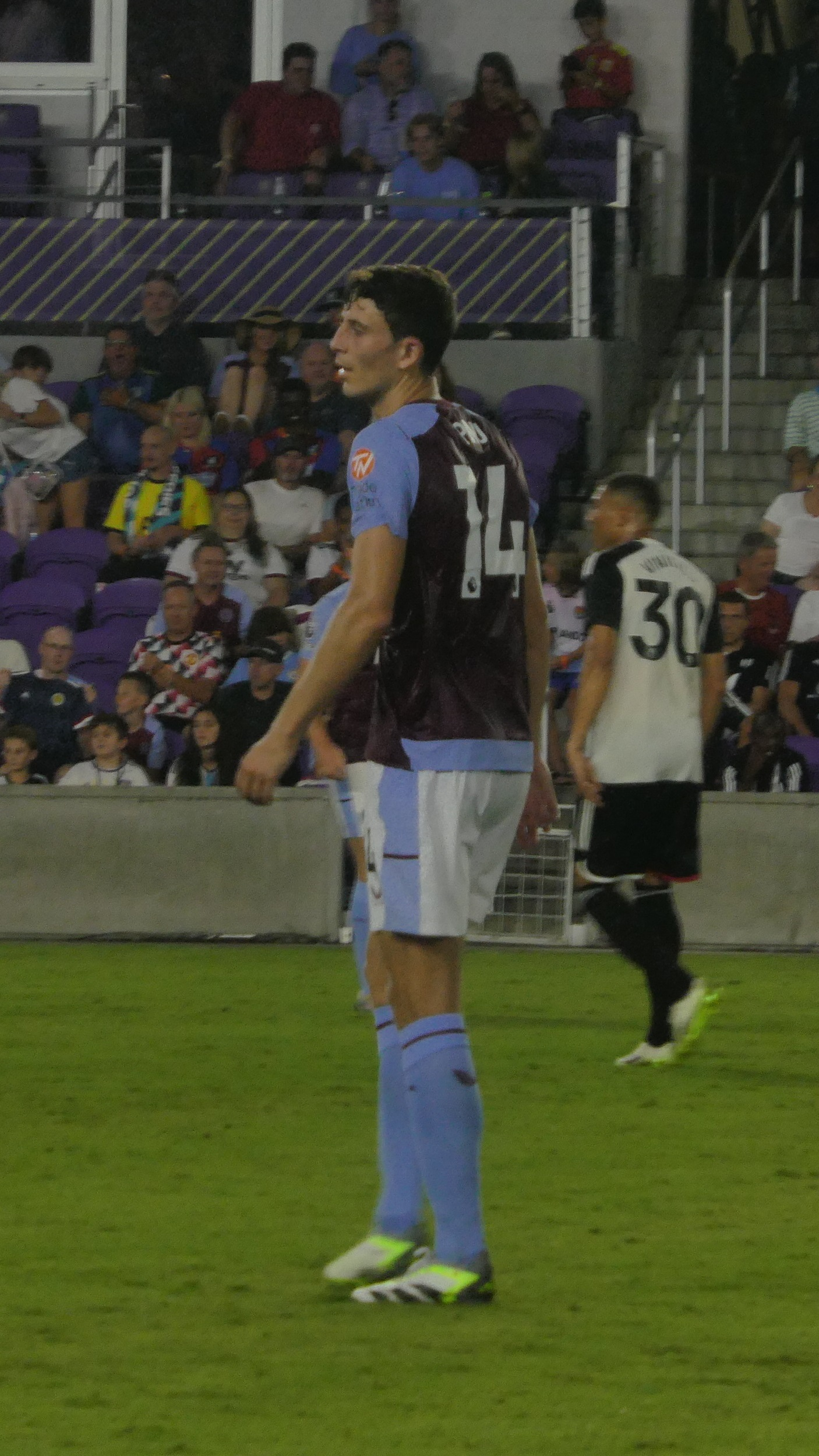
Pau Torres en 2023, sous le maillot du club anglais Aston Villa.

Le 15 octobre 2019, il figure pour la première fois sur les bancs des remplaçants de l'équipe nationale A, mais sans entrer en jeu, lors d'un match contre la Suède. Ce match nul (1-1) rentre dans le cadre des éliminatoires de l'Euro 2020. Un mois plus tard, il fait ses débuts officiels avec l'équipe A, lors d'une rencontre face à Malte. Entré en jeu sur le terrain à la 61e minute minute à la place de Sergio Ramos, il se met immédiatement en évidence en inscrivant un but, seulement quelques secondes après son entrée en jeu. Les Espagnols s'imposent sur le très large score de 7-0 dans ce match des éliminatoires de l'Euro.
Il fait partie de la liste de 24 joueurs établie par le sélectionneur Luis Enrique pour l'Euro 2020. Participant aux six rencontres de la Roja qui est éliminée en demi-finale, il enchaîne durant l'été avec la sélection olympique qui dispute les Jeux de Tokyo 2020. Il participe également aux six rencontres de sa sélection qui termine médaillée d'argent.
Le 11 novembre 2022, il fait partie de la sélection de 26 joueurs établie par Luis Enrique pour participer à la Coupe du monde 2022.

## Statistiques

### Carrière
| Saison                | Club                  | Championnat           | Championnat | Championnat | Coupe nationale | Coupe nationale | Coupe de la Ligue | Coupe de la Ligue | Compétition(s) continentale(s) | Compétition(s) continentale(s) | Compétition(s) continentale(s) | Play-offs | Play-offs | Supercoupe de l'UEFA | Supercoupe de l'UEFA | Espagne | Espagne | Total | Total |
| Saison                | Club                  | Division              | M.          | B.          | M.              | B.              | M.                | B.                | Comp.                          | M.                             | B.                             | M.        | B.        | M.                   | B.                   | M.      | B.      | M.    | B.    |
| 2016-2017             | Villarreal CF         | Liga                  | -           | -           | 1               | 0               | -                 | -                 | C1+C3                          | -                              | -                              | -         | -         | -                    | -                    | -       | -       | 1     | 0     |
| 2017-2018             | Villarreal CF         | Liga                  | 2           | 0           | 3               | 0               | -                 | -                 | C3                             | 1                              | 0                              | -         | -         | -                    | -                    | -       | -       | 6     | 0     |
| 2019-2020             | Villarreal CF         | Liga                  | 34          | 2           | 2               | 0               | -                 | -                 | -                              | -                              | -                              | -         | -         | -                    | -                    | 1       | 1       | 37    | 3     |
| 2020-2021             | Villarreal CF         | Liga                  | 33          | 2           | 2               | 0               | -                 | -                 | C3                             | 9                              | 1                              | -         | -         | -                    | -                    | 13      | 0       | 57    | 3     |
| 2021-2022             | Villarreal CF         | Liga                  | 33          | 5           | 1               | 0               | -                 | -                 | C1                             | 12                             | 1                              | -         | -         | 1                    | 0                    | 5       | 0       | 52    | 6     |
| 2022-2023             | Villarreal CF         | Liga                  | 34          | 1           | 2               | 0               | -                 | -                 | C4                             | 3                              | 0                              | -         | -         | -                    | -                    | 4       | 0       | 43    | 1     |
| Sous-total            | Sous-total            | Sous-total            | 136         | 10          | 11              | 0               | -                 | -                 | -                              | 25                             | 2                              | -         | -         | 1                    | 0                    | 23      | 1       | 196   | 13    |
| 2018-2019             | Málaga CF (prêt)      | LaLiga2               | 38          | 1           | -               | -               | -                 | -                 | -                              | -                              | -                              | 2         | 0         | -                    | -                    | -       | -       | 40    | 1     |
| 2023-2024             | Aston Villa           | Premier League        | 29          | 2           | -               | -               | 1                 | 0                 | C4                             | 9                              | 0                              | -         | -         | -                    | -                    | 1       | 0       | 40    | 2     |
| 2024-2025             | Aston Villa           | Premier League        | 24          | 0           | 1               | 0               | -                 | -                 | C1                             | 9                              | 0                              | -         | -         | -                    | -                    | -       | -       | 34    | 0     |
| Sous-total            | Sous-total            | Sous-total            | 53          | 2           | 1               | 0               | 1                 | 0                 | -                              | 18                             | 0                              | -         | -         | -                    | -                    | 1       | 0       | 74    | 2     |
| Total sur la carrière | Total sur la carrière | Total sur la carrière | 227         | 13          | 12              | 0               | 1                 | 0                 | -                              | 43                             | 2                              | 2         | 0         | 1                    | 0                    | 24      | 1       | 310   | 16    |

## Palmarès

### En club
- Villarreal CF
  - Vainqueur de la Ligue Europa en 2021.
  - Finaliste de la Supercoupe de l'UEFA en 2021.

### En sélection
- Espagne olympique
  -  Médaillé d'argent aux Jeux olympiques en 2021.

- Espagne
  - Finaliste de la Ligue des nations en 2021.

### Distinction individuelle
- Membre de l'équipe-type de la Ligue Europa en 2021[15].